# Bonner Münster

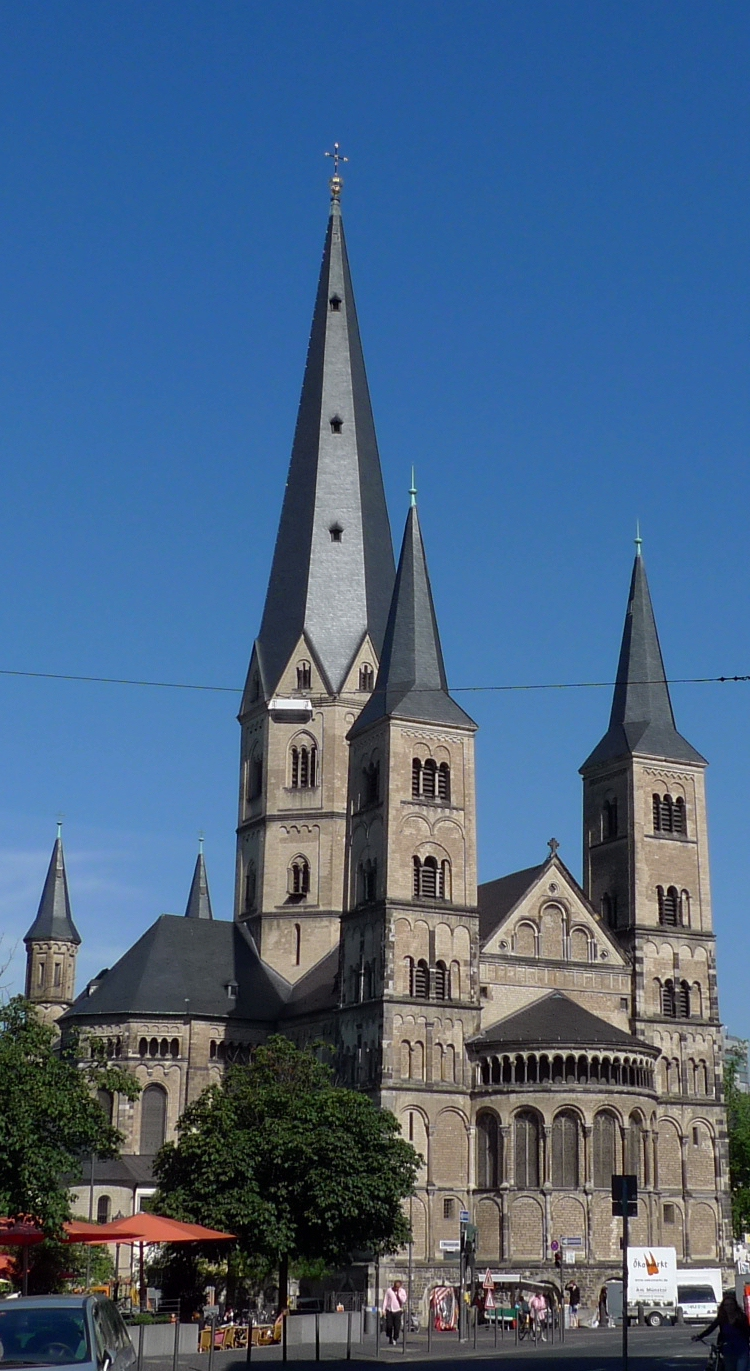
Vy från sydost

Bonner Münster är en romersk-katolsk kyrka i Bonn och ett av staden Bonns landmärken. 
Bonner Münster är en av Tysklands äldsta kyrkor. Den grundades under 1000-talet som stiftskyrkan Sankt Cassius och Sankt Florentius i Cassius-stiftet. Efter sekulariseringsprocessen av stiftet i början av 1800-talet och efter det att den närbelägna församlingskyrkan Sankt Martin rivits 1812, blev Münster tillhörigt Sankt Martins församling. Sedan 1956 har Münster status som mindre basilika.

## Historik
Vid mitten av 500-talet uppfördes på den plats som Bonner Münster står på en 13,7 meter lång och 8,8 meter bred byggnad för att användas som nekropol. Senast i slutet av 600-talet bosatte sig präster i närheten av byggnaden, som efter hand byggdes ut och om, inklusive mot slutet av 700-talet. Framför byggnaden anlades då en stensula, vilken troligen var en del av vad som 787/88 benämndes atrium. 
Byggnaden blev redan under medeltiden helgad som gravplats för martyrerna Sankt Cassius och Sankt Florentius. Med grundandet av Cassius-stiftet under karolingisk tid vid slutet av 700-talet uppstod på denna plats stiftskyrkan Sankt Cassius och Sankt Florentius.

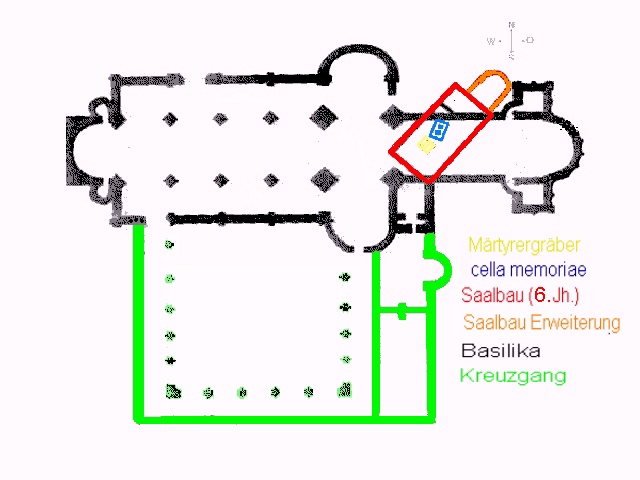
Planritning över Münster

Den första stiftskyrkan revs 1050 och fick en ersättare i romansk stil, som var den första större kyrkan i Rhenlandet, en treskeppig korsbasilika. Av 1000-talsbyggnaden kvarstår gravvalvet och delar av kryptan, koret och västfasaden.
Under första hälften av 1200-talet nyuppfördes långhuset, varvid sidoskeppen breddades och den västra absiden omgestaltades. 
Under åren 1583–1589 samt 1689 fick Münster betydande skador. Kyrkan restaurerades 1883–1889, 1934 samt efter bombskador under andra världskriget. En ny omfattande restaurering påbörjades i juli 2017.

## Kyrkans närmaste omgivning

### Martinsreliefen

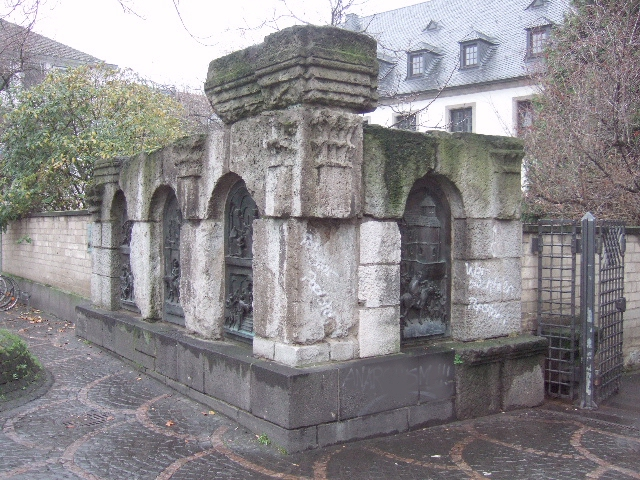
Romerskt byggnadsverk med den fyrdelade Martinsreliefen

De fyra relieferna i Martinsreliefen är insatta i en ram, som består av en fyrkant av trakytblock. År 1961 blev den utställd nära församlingsträdgården vid kyrkans kor. Fragment av pilastrar, kapitäl och arkitraver visar att stenblocken är rester av en antik byggnad. Reliefen upptäcktes vid grävningar 1929–1930 i grunden till det medeltida Münster, mellan korsgången och kryptan. Det är troligt att de stora trakytkvaderstenarna har hört till en monumental romersk byggnad, men kunskapen om detta är liten. Byggnaden revs senast vid nybyggnaden av en kyrkobyggnad på 1000-talet. Stenen har använts  för sockeln till den nya kyrkan.

## Övrigt
Framför Münsters huvudingång finns Bonns skampåle.
Martinsbrunnen framför ingången på västsidan är utförd av Heinrich Goetschmann. Den visar några barn som försöker samla in gäss för festmåltiden på Martinstag. 
Utanför huvudingången finns sedan 2001 Eduardo Chillidas stålskulptur De Musica IV. På Martinsplatz ligger sedan 2002 granitskulpturgruppen Cassius och Florentius av Iskender Yediler.

## Bildgalleri

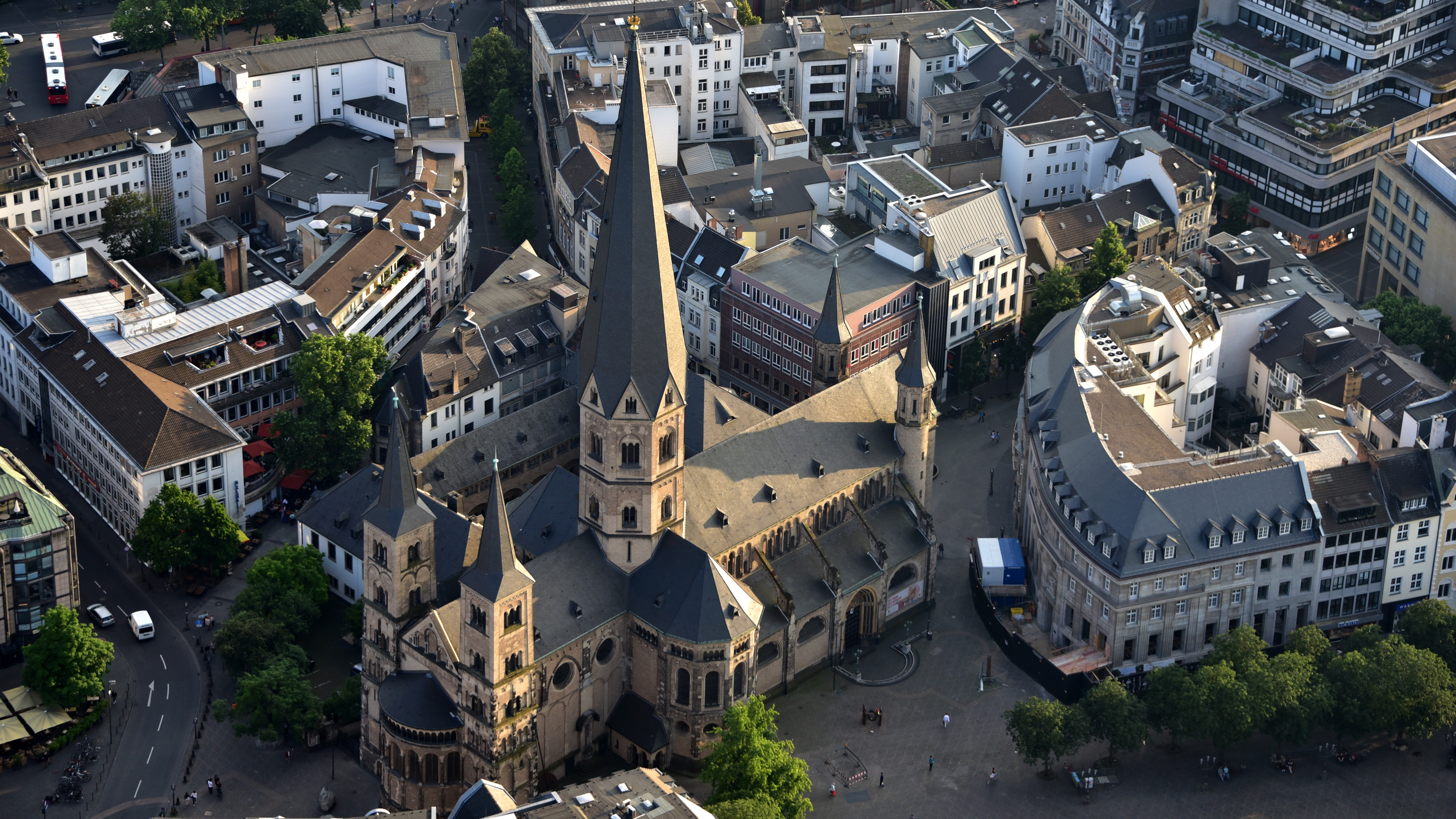
Flygfoto
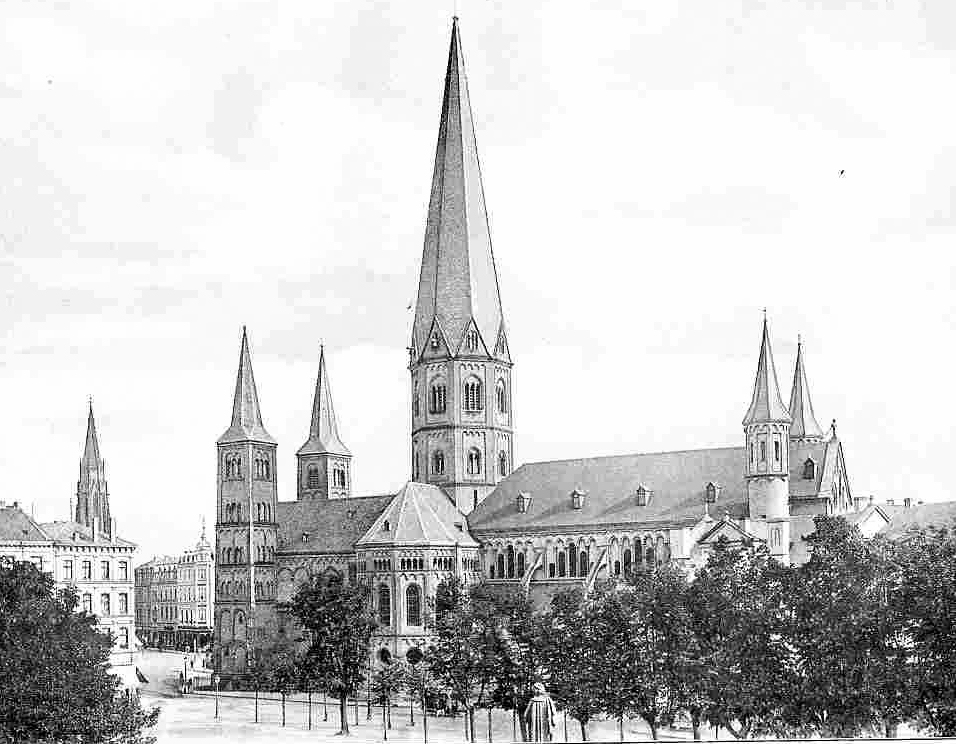
Gravyr, 1905
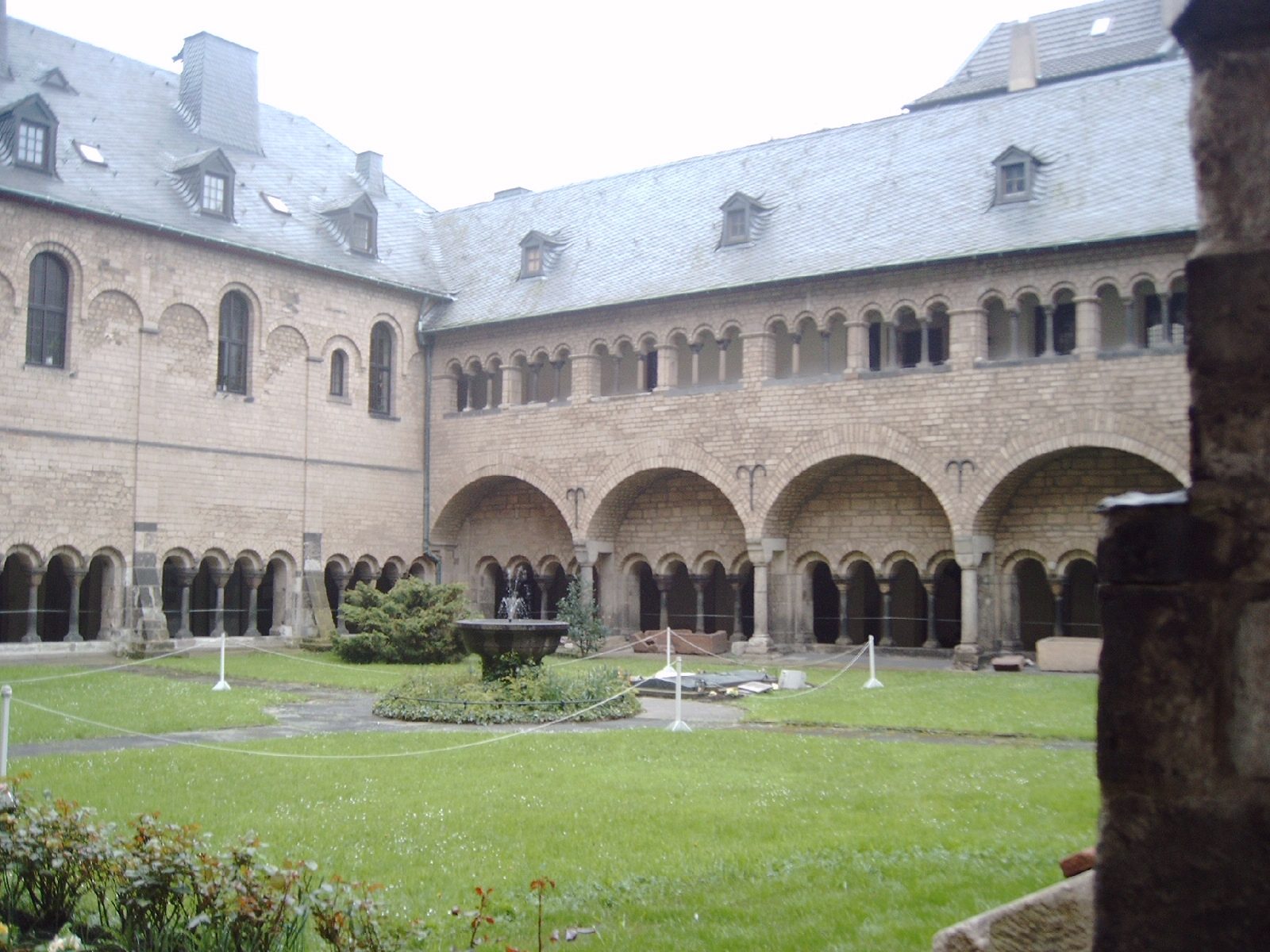
Korsgång
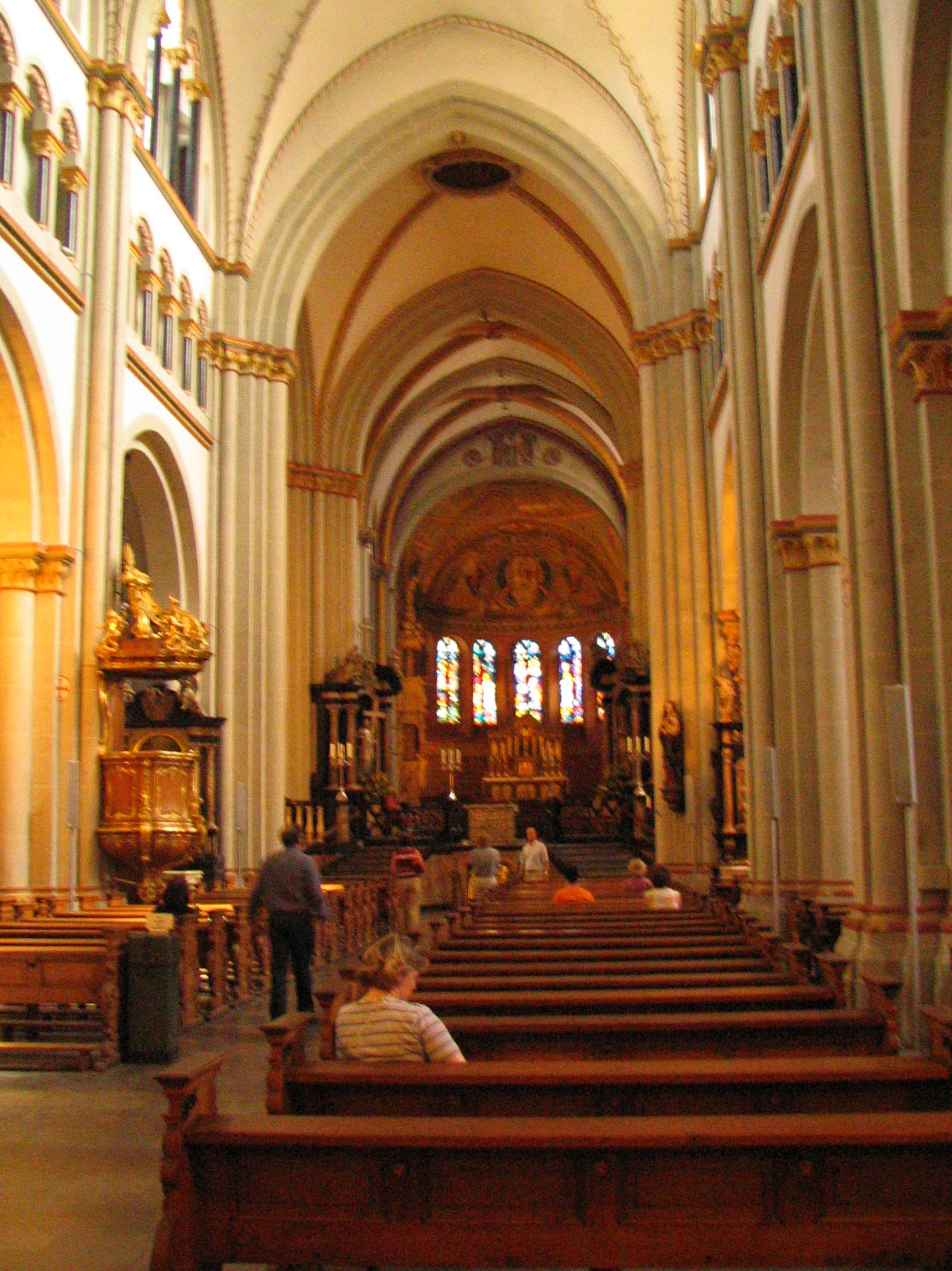
Interiör
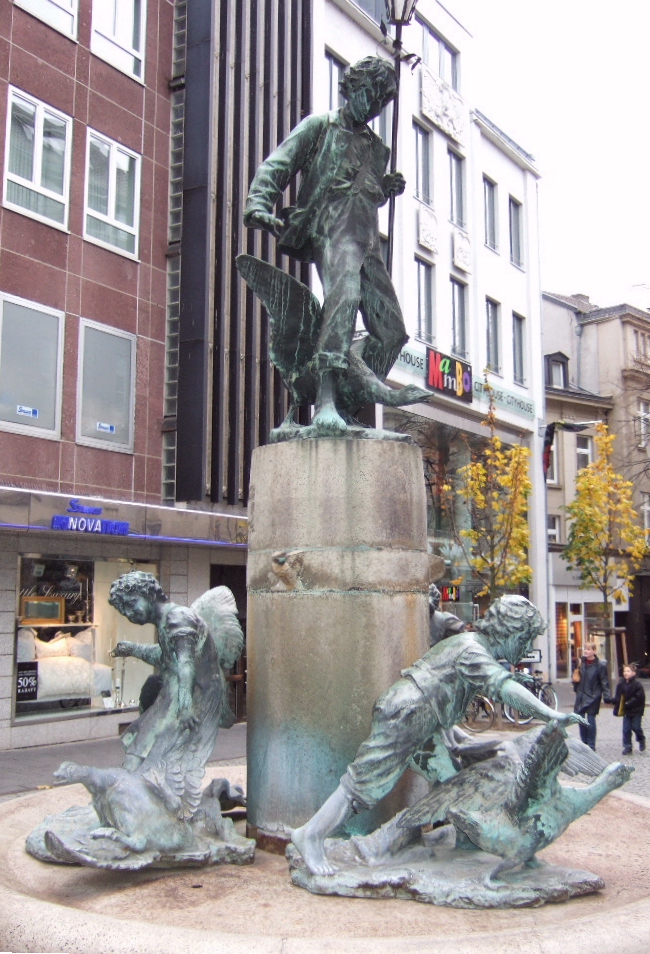
Martinsbrunnen
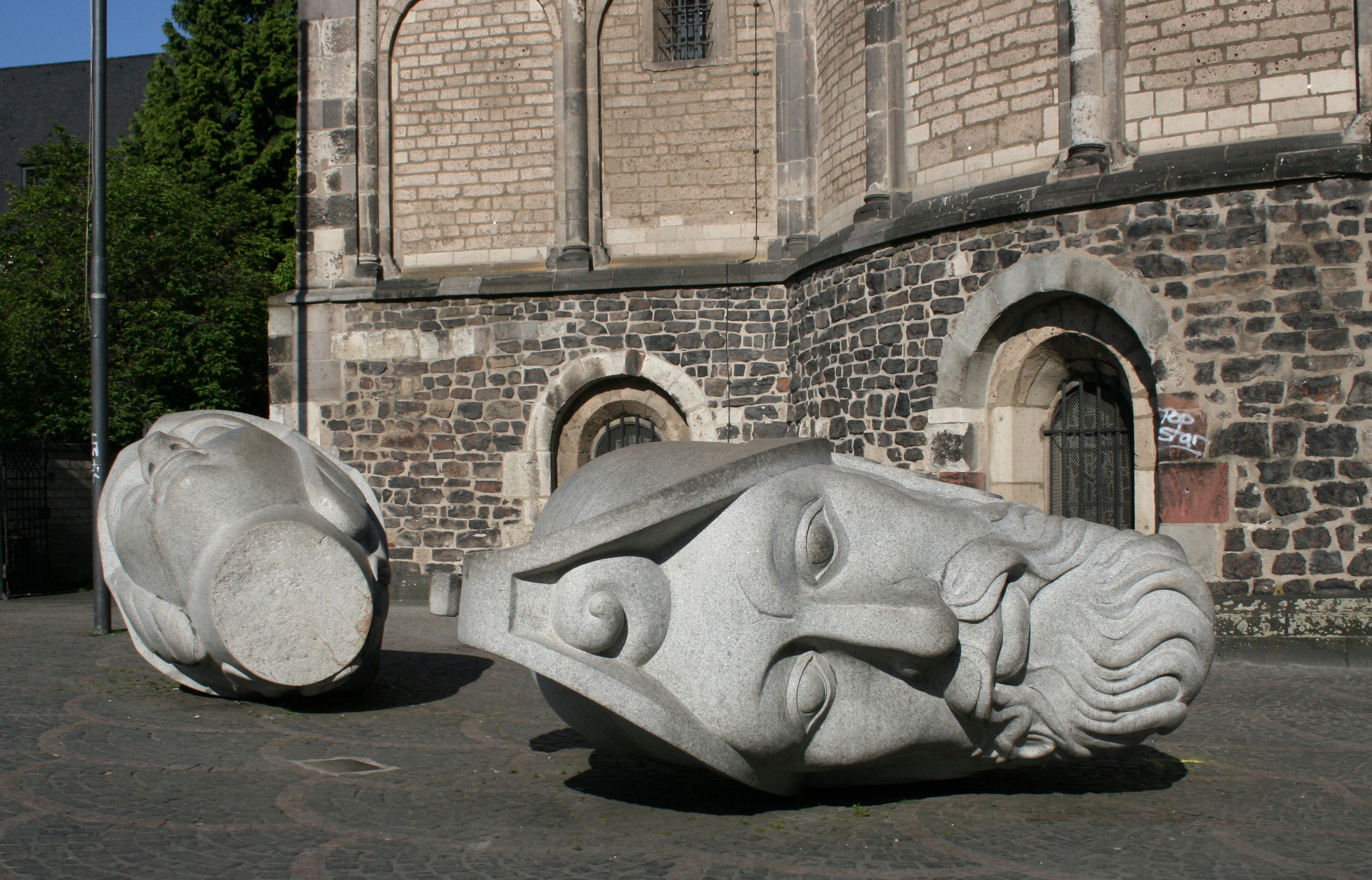
Granitskulpturerna Sankt Cassius och Sankt Florentius utanför Münster
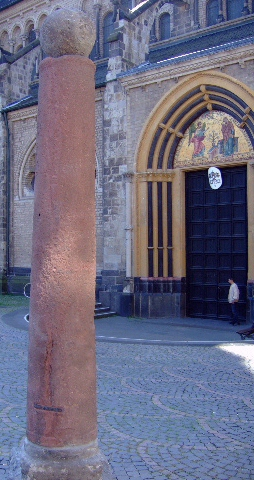
Skampåle framför huvudingången